# Ель-Вільяр-де-Арнедо – Ларрау
Ель-Вільяр-де-Арнедо – Ларрау – газопровід на північному сході Іспанії.
Споруджений в 1990 році трубопровід має довжину 145 кілометрів та виконаний в діаметрі 650 мм. Він починається на трасі прокладеного по долині Ебро газопроводу Тівісса – Аро – Бергара та прямує до французького селища Ларрау, забезпечучи таким чином сполучення іспанської та французької газотранспортних систем.
Трубопровід має робочий тиск до 8 МПа.
Можливо також відзначити, що окрім інтерконектору в Ларрау газотранспортні системи Іспанії та Франції сполучає інтерконектор в Ірун.